# Église Saint-Sulpice d'Aulnay-sous-Bois
L'église Saint-Sulpice est une église catholique située au 2 rue de Sevran à Aulnay-sous-Bois. Elle est dédiée à saint Sulpice. Donnant sur la place de l'Église, centre du quartier du Vieux-Pays, où se rencontrent l'avenue Anatole-France et la rue Jacques-Duclos.

## Histoire

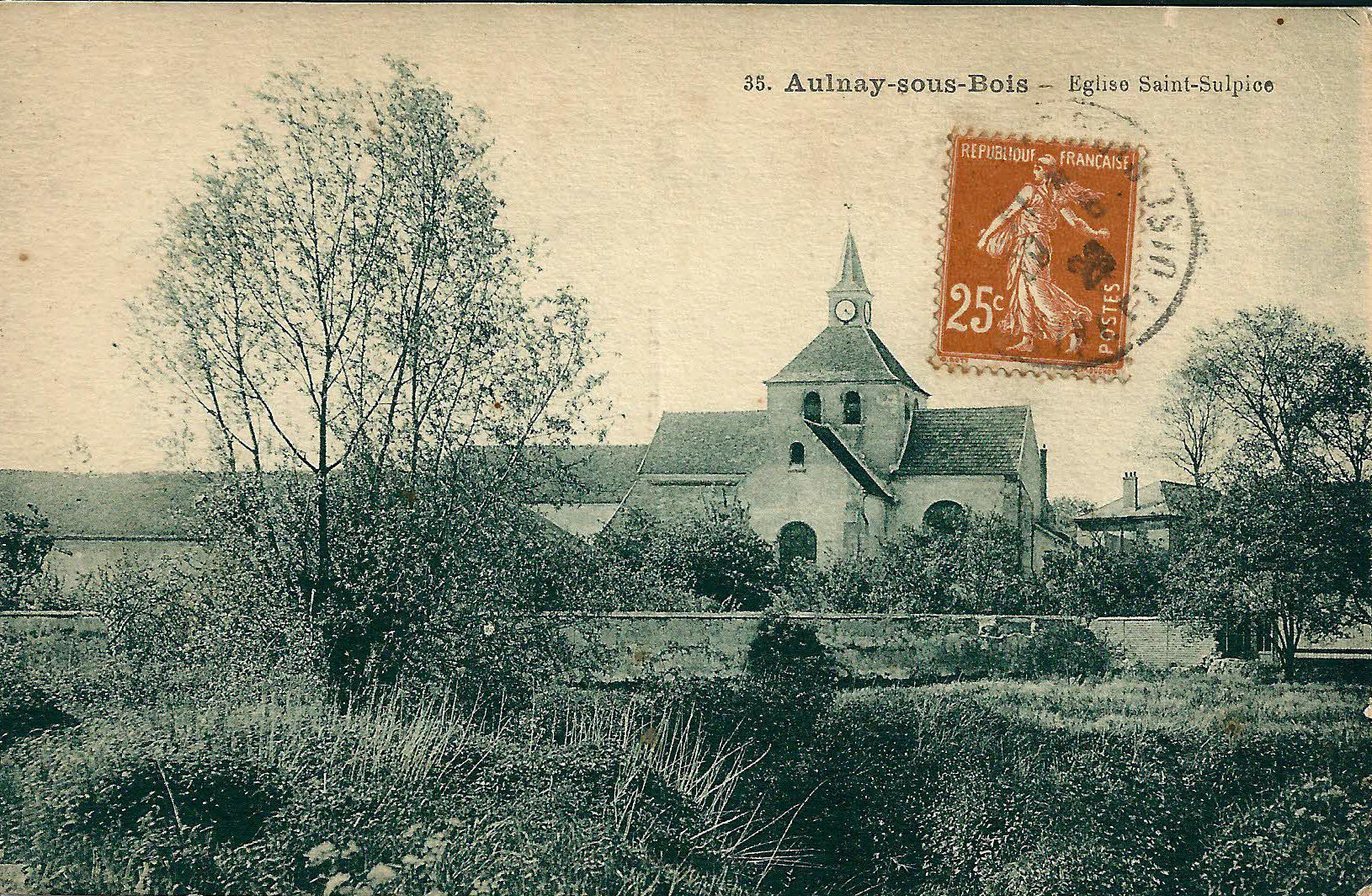
L'église Saint-Sulpice à Aulnay.

L'abbaye de Cluny fait construire une première église au XIe siècle après que Gautier, seigneur d'Aulnay, eut fait don d'une terre, d'un bois et de deux moulins. Au XIIe siècle, une nouvelle église du prieuré est édifiée, en forme de croix latine, dont le sanctuaire et le chœur en sont toujours présents. La croisée du transept et une partie de la nef datent du XIIIe siècle. La nef est agrandie au XVIe siècle et au XVIIe siècle, formant un vaisseau unique. Le prieuré est supprimé au début du XVIIe siècle et l'église prend le statut d'église paroissiale en 1617.
Elle subit les bombardements de la guerre de 1870, puis est restaurée en 1875. 
L'église Saint-Sulpice est inscrite au titre des monuments historiques en 1929 pour son chœur, sa croisée du transept et la première travée de la nef et est également classée en 1942 pour les trois travées du chœur ainsi que son transept.

## Architecture

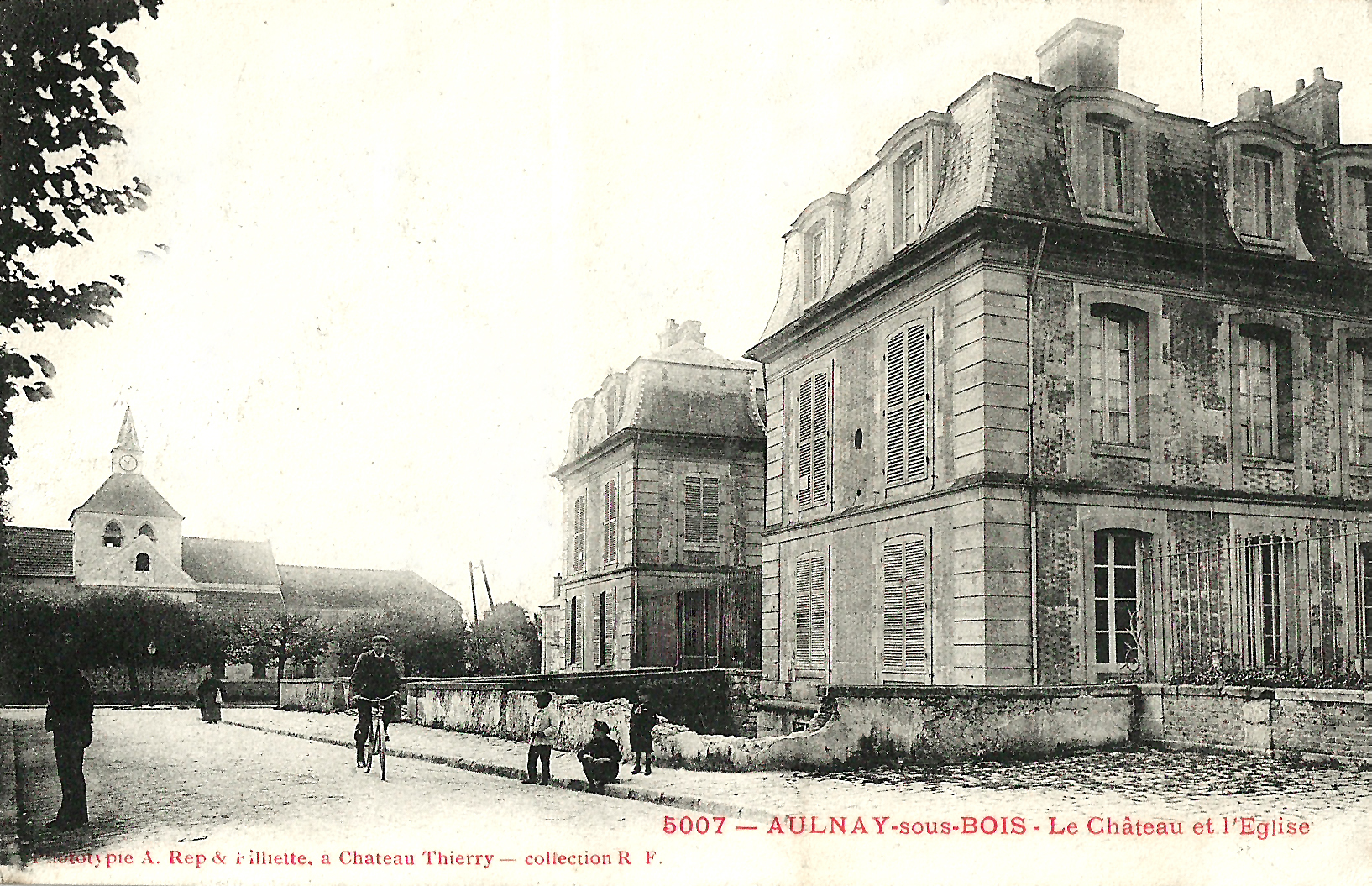
Le château et l'église Saint-Sulpice, vus de la rue Jacques-Duclos.

Cette église est initialement bâtie sur les ruines d'un ancien prieuré, par des tailleurs de pierre au service de l'abbaye bénédictine de Cluny.
Le plan cadastral de 1819 figure un édifice d’une quarantaine de mètres de long, à chevet plat ; trois contreforts flanquent le bas-côté nord. Le clocher et sa toiture ont été restaurés et modifiés en 1967 et le chœur en 2005-2006.

## Paroisse

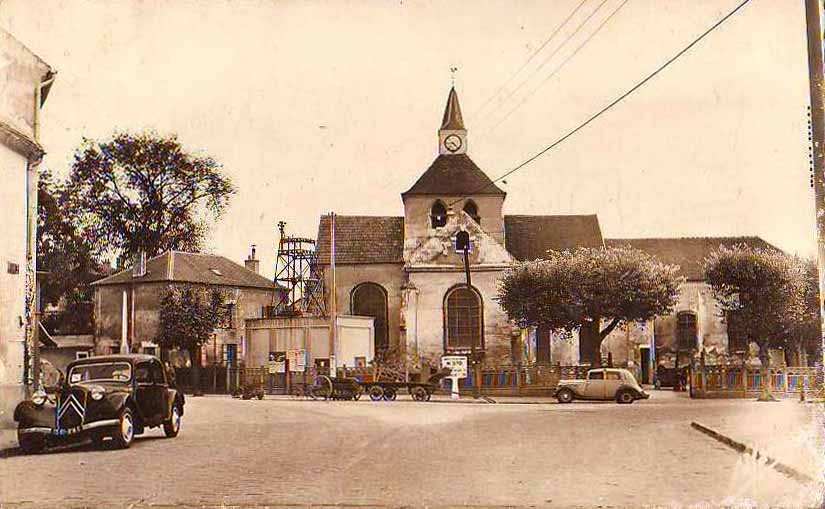
Aulnay-sous-Bois: Église Saint-Sulpice. À gauche, la rue de l'Église, à droite l'avenue Anatole-France.

L'église Saint-Sulpice est l'église paroissiale principale de cette paroisse.
La messe dominicale y est célébrée de manière anticipée le samedi à 18 heures 30. Trois chapelles lui sont affiliées :
- La chapelle Notre-Dame-de-Compassion du Coudray d'Aulnay-sous-Bois, rue Francis-Créno (messe le dimanche à 9 heures),
- La chapelle Saint-Paul d'Ambourget, rue du 8-Mai-1945 (messe le dimanche à 11 heures 15),
- La chapelle Saint-Jean d'Aulnay-sous-Bois, galerie Surcouf dans le quartier de la Rose des Vents (messe le dimanche à 10 heures moins le quart).